# Замошня (село)
Замошня (укр. Замошня; старое название — Слобода) — покинутое село в Киевской области Украины. Расположено в Чернобыльской зоне отчуждения. Находится в 23 км от Чернобыля и в 25 км от железнодорожной станции «Янов». Входит в Вышгородский район.

## История
В XIX веке село являлось западной частью села Глинная. К 1900 году часть была выделена как отдельный населённый пункт. В 1900 году население села составляло 611 человек.
В селе существовал женский монастырь с церковью Казанской иконы Божьей матери, где жило до 10 монахинь. За 8 вёрст существовал основанный в 1805 году мужской монастырь с церковью Рождества Христова и часовней Дмитрия Мироточивого.
К 1968 году население села составляло 240 человек. До 1980-х годов Замошня была центром сельсовета, позже подчинялась Корогодскому сельскому совету. 
В Замошне действовали восьмилетняя школа, клуб, библиотека.
После аварии на Чернобыльской АЭС население села было эвакуировано 26 апреля 1986 года в село Лубянка Бородянского района из-за сильного загрязнения. Село было официально снято с учёта в 1999 году.